# Пикалёво
Пикалёво — город (с 1954 года) в Бокситогорском районе Ленинградской области. Образует Пикалёвское городское поселение (муниципальное образование Пикалевское городское поселение Бокситогорского муниципального района Ленинградской области) как единственный населённый пункт в его составе.
Крупнейший город района, превосходит по населению районный центр Бокситогорск.

## Название
Происходит от фамилии крестьянина Пикалёва, основавшего вместе с женатыми сыновьями хутор Пикалёво.

## История
Город находится на месте древнего поселения — «пустошь Пикалёва», упоминание о котором встречается в писцовой книге Обонежской пятины письма и дозору Мины Лыкова да подьячего Якова Гневашева 1620 года. В дальнейшем «пустошь» стала деревней и в 1906 году дала название станции на железной дороге Санкт-Петербург — Вологда, а в дальнейшем и городу Пикалёво.

ПИКАЛЕВО — деревня Ладыженского сельского общества при колодцах и СПб-Вологодской ж.д., число дворов — 9, число домов — 12, число жителей: 21 м п., 20 ж. п.; Смежна со станцией Пикалево.

ПИКАЛЕВО (Разъезд № 14) — станция СПб-Вологодской ж.д. при колодцах, число дворов — 1, число домов — 2, число жителей: 9 м п., 4 ж. п.; Смежна с деревней Пикалево. (1910 год)

Деревня и станция административно относились к Обринской волости 5-го земского участка 3-го стана Тихвинского уезда Новгородской губернии.
С 1 августа 1927 года по 30 июня 1930 года вновь образованный в Новодеревенском сельсовете посёлок Пикалёво являлся административным центром Пикалёвского района.
В 1930 году в окрестностях станции Пикалёво были разведаны залежи цементных известняков и глин. В 1935 году на этом месте было начато строительство цементного завода (с 2005 года «Пикалёвский цементный завод» холдинга «Евроцемент груп») и рабочего посёлка, которое завершилось летом 1941 года.
В сентябре 1947 года в состав вновь образованного рабочего посёлка Пикалёво вошли деревни Выглядово, Высокуша, Гачево, Радилово и Сосновка.
В 1954 году Пикалёво получило статус города районного подчинения, а 6 июля 1992 года — статус города областного подчинения.
В 1996 году вышел из состава Бокситогорского района, стал отдельным муниципальным образованием.
С 2006 года — снова включён в Бокситогорский район.
Распоряжением Правительства РФ от 29.07.2014 № 1398-р «Об утверждении перечня моногородов» включён в список моногородов Российской Федерации с наиболее сложным социально-экономическим положением.

### Социально-экономический кризис 2008—2009 годов
С осени 2008 года в Пикалёве сложилась сложная социально-экономическая ситуация, которая была вызвана остановкой производства на трёх крупнейших предприятиях города — «Пикалёвский глинозёмный завод» (принадлежит компании «Базэл-Цемент», относящейся к группе Олега Дерипаски Базовый элемент), «Пикалёвский цемент» (принадлежит компании «Евроцемент груп») и «Метахим», которые связаны единой технологической цепью.
С 1 августа 2008 года «Пикалёвский глинозёмный завод» прекратил поставку нефелинового шлама на «Пикалёвский цемент», так как «Базэл-Цемент» запланировал перепрофилировать часть завода и производить цемент самостоятельно. В связи с этим с 1 октября «Пикалёвский цемент» прекратил производство, а в ноябре объявил о планах по сокращению 650 сотрудников из тысячи работавших там ранее. Осложнилась ситуация на заводе «Метахим»: из-за прекращения поставок карбонатного раствора сокращено производство соды и поташа.
8 ноября в Пикалёве прошёл митинг против остановки производств на городских предприятиях, который собрал около 4 тысяч человек. Однако сокращения сотрудников были продолжены.
В феврале 2009 года было остановлено производство на «Пикалёвском глинозёмном заводе», было объявлено о сокращении 504 сотрудников. 14 февраля в Пикалёве вновь состоялся митинг протеста.
18 февраля остановилось производство на заводе «Метахим», было объявлено о сокращении всех 267 сотрудников с 1 марта. Чуть позже было объявлено о предстоящих увольнениях 515 сотрудников «Пикалёвского глинозёмного завода» и 180 сотрудников «Пикалёвского цемента».
12 марта губернатор Ленинградской области Валерий Сердюков ездил на личную встречу с Президентом России Дмитрием Медведевым. Сердюков выразил надежду, что предприятия Пикалёва возобновят работу. Однако уже 27 марта губернатор заявил, что социальная напряжённость в городе будет усиливаться.
В апреле частично возобновилось производство на «Пикалёвском цементе», было объявлено о планах по приёму на работу 200 сотрудников. 15 апреля состоялся митинг жителей Пикалёва в Санкт-Петербурге. 28 апреля Валерий Сердюков заявил о том, что всем безработным Пикалёва будет единовременно выплачено по 5 тысяч рублей: «Тут по телевизору показывают, что жители Пикалёва голодают. Так вот — этими деньгами мы решаем эту проблему».
15 мая во всем городе были отключены горячая вода и отопление. Местная ТЭЦ отключила город от их поставок из-за долгов одного из градообразующих предприятий — ЗАО «БазэлЦемент — Пикалёво».
20 мая некоторые жители Пикалёва ворвались в здание мэрии, когда там проходило совещание по решению городских проблем. В совещании принимали участие местные чиновники, представители прокуратуры, представители поставщика газа на Пикалёвскую ТЭЦ — «Петербургрегионгаза» и представители владельцев одного из градообразующих предприятий — «БазэлЦемент — Пикалёво».
После этого, 21 мая, городу Пикалёво было выделено 20 млн рублей в качестве дотации из бюджета Ленинградской области. В этот же день была создана постоянно действующая рабочая группа областного правительства, в задачи которой входит решение актуальных вопросов города Пикалёво, а также контроль над деятельностью местной администрации по эффективному расходованию получаемых средств. Было озвучено, что жителям Пикалёва будет выделена материальная помощь, предоставлены дополнительные гарантии, а также возможности для получения образования.
Утром 2 июня 250—300 жителей Пикалёва перекрыли федеральную трассу Новая Ладога — Вологда в знак протеста против тяжёлой социально-экономической ситуации, приурочив свою акцию к визиту Председателя Правительства России Владимира Путина в Санкт-Петербург. Правопорядок обеспечивался сотрудниками местного ОВД, отказавшимися от каких-либо силовых действий, но не допустившими возникновения беспорядков. Не возникло (как утверждали СМИ) и серьёзной пробки. Для урегулирования конфликта на место прибыли прокурор Бокситогорска, представители администрации, а также генеральный директор «Базэлцемент-Пикалёво» Анатолий Масликов.
Днём этого же дня губернатор Ленинградской области подписал постановление о выделении 5 млн рублей для Пикалёва. «БазэлЦемент» должен будет использовать эти средства для погашения задолженности по заработной плате перед работниками ТЭЦ, сумма этого долга составляет примерно 5 млн рублей. Помимо этого Валерий Сердюков подписал ещё одно распоряжение, согласно которому в Бокситогорский район будет перечислено 1 млн 700 тысяч рублей для оказания поддержки жителям района, оказавшимся в трудной жизненной ситуации.
К вечеру того же дня акция протеста закончилась, движение по федеральной трассе А114 Новая Ладога — Вологда было полностью восстановлено.
3 июня председатель комитета по труду и социальной политике А. Исаев и депутат Михаил Тарасенко (фракция «Единая Россия») внесли в Госдуму законопроект «Об обращении имущественных комплексов, находящихся в собственности юридических лиц ООО „Базэл-Цемент“, ЗАО „Евроцемент груп“ и ООО УК „СевЗавПром“ в собственность Российской Федерации». Однако скоро выяснилось, что этот законопроект имеет отношение скорее к пиару, чем к законотворчеству, и правительство эту инициативу не поддерживает.
В тот же день, 3 июня, состоялось совещание по комплексу пикалёвских проблем, которое провёл в Москве вице-премьер правительства РФ Игорь Сечин с собственниками пикалёвских заводов — владельцами компаний «БазэлЦемент», «Евроцемент-групп» и «СевЗапПром». Как заявила пресс-секретарь УК «СевЗапПром» Мария Николаева, на совещании у Сечина никаких решений принято не было и все было «отложено на завтра». Однако «ФосАгро» в своём пресс-релизе 8 июня 2009 года подчёркивало, что подписание 4 июня договора было сделано во исполнение решения совещания у И. И. Сечина.
4 июня в Пикалёво прибыли премьер-министр РФ Владимир Путин, вице-премьер Игорь Сечин, глава Минрегионразвития Виктор Басаргин, полпред президента в Северо-Западном Федеральном округе Илья Клебанов, губернатор Ленинградской области Валерий Сердюков, глава Федеральной антимонопольной службы Игорь Артемьев, глава РЖД Владимир Якунин, глава банка ВТБ Андрей Костин, собственник «Базэл-Цемент» Олег Дерипаска, генеральный директор ООО «УК „СевЗапПром“» Александр Утевский, председатель совета директоров ЗАО «Евроцемент груп» Филарет Гальчев, член Совета директоров ОАО «СУАЛ-Холдинг» Александр Бронштейн, заместитель министра промышленности и торговли Денис Мантуров. Около 16:00 на Пикалёвском глинозёмном заводе началось совещание с участием этих лиц, а также представителей региональных властей и трудовых коллективов.
На совещании Владимир Путин заявил участникам акции протеста: «Последнее, что вы могли сделать, чтобы я сюда не приехал, это начать нарушать здесь закон».
В ходе совещания «БазэлЦемент» и «Фосагро» подписали договор о возобновлении поставок сырья (нефелинового концентрата) на предприятие «БазэлЦемент—Пикалёво» до 85 тысяч тонн ежемесячно по цене 750 рублей за тонну (ранее цена была по 2 тысячи рублей за тонну, а в 2008 году продавали за 1534 рубля). Кроме того, правительство РФ пообещало компенсировать убытки РЖД в связи с перевозкой нефелинового концентрата от компании ОАО «Апатит» по железнодорожным путям на «Базэлцемент-Пикалёво» по фиксированному тарифу, который составит 300 рублей за тонну. Владимир Путин распорядился о том, чтобы вся задолженность по заработной плате работникам трёх пикалёвских заводов (41 242 000 рублей) была выплачена в этот же день. Председатель правительства также распорядился подписать трёхстороннее соглашение о сервитуте (возможности пользоваться общей инфраструктурой) между собственниками. «Вы сделали заложниками своих амбиций, непрофессионализма и жадности тысячи людей. Это недопустимо. Где социальная ответственность бизнеса?», — заявил Путин собственникам предприятий в ходе совещания.
Ещё до отбытия Путина людям стали поступать деньги.
5 июня задолженность по зарплате работникам трёх градообразующих предприятий Пикалёва была полностью погашена, на остановленной из-за долгов городской ТЭЦ в пятницу затопили котёл и зажгли горелку. В этот же день премьер-министр РФ Владимир Путин направил в Пикалёво рабочую группу во главе с заместителем министра промышленности и торговли Денисом Мантуровым для оперативного решения всех вопросов.
6 июня утром в Пикалёве дали горячую воду, отключённую в начале мая.
9 июня в Пикалёве состоялось заседание оперативного штаба по восстановлению Пикалёвского производственного комплекса с участием губернатора Ленинградской области Валерия Сердюкова. На этом заседании между руководством компаний «ФосАгро», «Метахим», «Евроцемент груп» и «БазэлЦемент» были подписаны договоры, позволяющие возобновить производство на всех четырёх предприятиях. Производственный план был согласован до конца 2009 года.
16 июля Всероссийский центр изучения общественного мнения обнародовал данные опроса, согласно которому решение Владимира Путина о возобновлении работы убыточных предприятий в Пикалёве 40 % россиян оценивали как верный шаг, а 44 % полагали, что это лишь временная мера и для достижения успеха советуют в дальнейшем национализировать все частные предприятия в городе.
В октябре СМИ сообщали о новых разногласиях предприятий производственного комплекса Пикалёва относительно перспектив дальнейшей работы.

## География
Город расположен в центральной части района близ автодороги А114 (Вологда — Новая Ладога) в 263 км к юго-востоку от Санкт-Петербурга.
Расстояние до районного центра, города Бокситогорска — 27 км.
Город находится на правом берегу реки Рядань.

## Население
| 1959    | 1967    | 1970    | 1979    | 1989    | 1992    | 1996    | 1997    | 1998    |
| ------- | ------- | ------- | ------- | ------- | ------- | ------- | ------- | ------- |
| 16 883  | ↗20 000 | ↗21 832 | ↗23 469 | ↗24 510 | ↗25 100 | ↗25 300 | ↗25 400 | ↗25 500 |
| 2000    | 2001    | 2002    | 2003    | 2005    | 2006    | 2007    | 2008    | 2009    |
| ↗25 700 | ↘25 600 | ↘23 325 | ↘23 300 | ↘22 700 | ↘22 200 | →22 200 | ↘22 100 | ↘21 890 |
| 2010    | 2011    | 2012    | 2013    | 2014    | 2015    | 2016    | 2017    | 2018    |
| ↘21 562 | ↘21 546 | ↘21 411 | ↘21 106 | ↘20 864 | ↘20 732 | ↘20 498 | ↘20 379 | ↘20 183 |
| 2019    | 2020    | 2021    | 2023    | 2024    | 2025    |         |         |         |
| ↘19 981 | ↘19 746 | ↗20 388 | ↘20 169 | ↘20 161 | ↘19 830 |         |         |         |

На 1 января 2025 года по численности населения город находился на 664-м месте из 1124 городов Российской Федерации.

## Экономика
В городе расположены следующие промышленные предприятия:
- ООО «Пикалёвский глинозёмный завод» — производство глинозёма, известняка и галлия.
- ЗАО «Пикалевская сода» — производство соды, поташа, сульфата калия.
- ЗАО «Пикалёвский цемент» (входит в «Евроцемент груп»)
- ООО «Пенобетон-Пикалёво»
- ЗАО «Пикалёвские колбасы»
- ОАО «Ленстройдеталь ЛО Пикалёвское производство»
- АО «ЛОЭСК»
- Пикалёвский участок газоснабжения филиала Тихвинмежрайгаз
- ООО «Пирамида» — лесозаготовка, деревопереработка
- ЗАО «Пикалёвская ПМК-22» — производство земляных работ
- ООО «Круглый год» — тепличный комплекс

## Торговые сети
- Универсамы «Пятёрочка», «Дикси», «Магнит», «Fix Price» и другие
- Салоны связи, «Связной», «МегаФон», «Билайн», «МТС»
- Фирменные магазины Великолукского мясокомбината
- Ювелирные сети «Золотое руно», «Жемчужина» и другие
- Аптеки «Невис», «Фармакор» и другие
- Магазин хозтоваров «Улыбка радуги»
- Магазины электроники «Орбита», «Патент», «DNS»

## Транспорт
В начале 2000-х годов был построен объезд города, по которому теперь проходит автодорога А114 (Вологда — Новая Ладога), кроме того в городе начинается автомобильная дорога 41К-034 (Пикалёво — Струги — Колбеки).
Через город проходит железная дорога Санкт-Петербург — Пикалёво — Вологда I, в непосредственной близости от города находятся станции: Пикалёво I (в районе Новой Деревни), Фабричная (в километре на восток от ст. Пикалёво I, только грузовая работа, пригородные поезда следуют мимо неё), Пикалёво II (грузовая станция, не принимает пассажирские поезда) . По этой линии осуществляется пассажирское сообщение как пригородными электропоездами, так и поездами дальнего следования. Пассажирские поезда останавливаются только на станции Пикалёво I.
Автобусное сообщение представлено городскими, пригородными и междугородными маршрутами. Междугородные маршруты связывают Пикалево с другими субъектами РФ, городом федерального значения Санкт-Петербург и другими городами.

## Медицина
- Пикалёвская городская больница
- Медицинская клиника «Ваш доктор», г. Пикалево[78]

## Местное самоуправление
Пикалевское городское поселение является муниципальным образованием (городским поселением) в составе Бокситогорского муниципального района.
Муниципальное образование Пикалевское городское поселение Бокситогорского муниципального района Ленинградской области граничит:
- на северо-западе — с Большедворским сельским поселением
- на востоке — с Самойловским сельским поселением
- на западе — с Бокситогорским городским поселением

Местное самоуправление осуществляется на основании Устава.
Главой города является Гришкина Людмила Ивановна.
Глава администрации Пикалевского городского поселения — Садовников Дмитрий Николаевич.

## Образование
В городе расположены:
- Пикалёвский колледж Бокситогорского института (филиала) ЛГУ им. А. С. Пушкина
- 4 средних общеобразовательных школ
- Дом детского творчества
- Школа искусств (включая художественное, музыкальное и хоровое отделения)
- Центр информационных технологий
- Детско-юношеская спортивная школа

## Спорт
В городе расположен 50-метровый плавательный бассейн «Дельфин», в котором прошли семь чемпионатов СССР и три чемпионата России по скоростным видам подводного плавания, установлен 51 мировой и европейский рекорд.
В Пикалёве базируется футбольный клуб «Металлург-БМР», выступающий в чемпионате Ленинградской области.
Также в городе расположены: физкультурно-оздоровительный комплекс: стадион «Металлург», зал тяжелой атлетики, освещённая лыжная трасса, спортивный комплекс (ДЮСШ). Круглогодично работают следующие секции: футбола, плавания, гандбола, туризма, скандинавской ходьбы, лёгкой атлетики, хоккея, восточных единоборств, самбо, лыжных гонок, пауэрлифтинга и тяжелой атлетики.

## Культура
В городе действуют 9 ансамблей народных коллективов (музыкальные, песенные, хореографические). Ежегодно в феврале организуется зимний праздник «Прощай, зимушка-зима» (Масленица).
В народной студии «ИЗОПЛАСТ» изготавливается хорошо известная глиняная игрушка.

## Средства связи и массовой информации

### Газеты
- «Рабочее слово»
- «Моё Пикалёво»
- «Новый путь»
- «Вестник»
- «Наши Бокситы»
- «Фабрика объявлений»

### Телевидение
Свою деятельность осуществляют городские кабельные телеканалы: «Пикалёвское телевидение — Диалог» и «Ореол».
В городе вещают эфирные телеканалы «НТВ» и «Россия-1». Также в городе уверенно принимаются «Первый канал», «Пятый канал» и «100ТВ» из Тихвина. Также из Тихвина в городе уверенно принимаются первый и второй мультиплексы цифрового эфирного телевидения.

### Радио
- 102,6 FM «Дорожное радио»
- 106,4 FM «Питер FM»
- 106,9 FM «Русское радио»

Все радиостанции принимаются из Тихвина.

### Связь
Оператором стационарной связи в городе является «Ростелеком». Код города +7 81366, городские номера пятизначные.
В городе действуют 3 отделения «Почты России». Почтовые индексы: 187600, 187601, 187602.
В городе представлены следующие операторы сотовой связи:
- «МегаФон» (4G)
- «МТС» (3G)
- «Билайн» (3G)
- «Tele2» (2G)
- Yota (4G)

Услуги по доступу в Интернет в городе оказывают компании:
- «Диалог»
- «Ростелеком»
- «Тема-Телеком»

Услуги кабельного телевидения в городе оказывают:
- «Ростелеком»
- «Диалог»
- «Тема-Телеком»

## Достопримечательности
- Парк бывшей усадьбы Мерцаловых (заброшен)
- Церковь Воздвижения Животворящего Креста Господнего[82]
- Церковь Воскресения Словущего
- Краеведческий музей[83]

## Пикалёво в искусстве
В 2009 году московская группа «Мурзилки International» записала песню «Путин едет в Пикалёво» на музыку песни «Йожин с Бажин».

## Города-побратимы
- Маарду
- Питкяранта